# 夢の人
「夢の人」 （ゆめのひと、原題 : I've Just Seen a Face）は、ビートルズの楽曲である。1965年8月に発売された5作目のイギリス盤公式オリジナル・アルバム『ヘルプ!』に収録された。アメリカでは1965年に発売された『Rubber Soul』にオープニング・トラックとして収録された。ポール・マッカートニーによって書かれた楽曲で、作曲者名はレノン＝マッカートニー名義となっている。1965年6月にEMIレコーディング・スタジオで「アイム・ダウン」や「イエスタデイ」と共に録音された。
陽気なラブ・バラードで、歌詞は一目惚れをテーマとしている。マッカートニーは本作をアップテンポのカントリー&ウエスタン調の楽曲として書き始めたが、完成した楽曲はカントリーとフォークロックやポップ・ロックなどのジャンルを融合した作品となっている。アメリカで発売された『Rubber Soul』のオープニング・トラックという観点から、「ビートルズがフォークに転向した」という解釈が広まった。本作は、ビートルズが初めてベースを使用しなかった楽曲で、4本のアコースティック・ギターが主体となっている。
マッカートニーがビートルズ解散後に初めてライブで演奏したビートルズの楽曲の1つで、1975年から1976年にかけて行なわれた『Wings Over the World』ツアーで演奏された。その後も複数のライブで演奏されている。楽曲発表後、チャールズ・リヴァー・ヴァレー・ボーイズ、ハンク・クロフォード、ホリー・コールによってカバーされている。

## 背景とインスピレーション

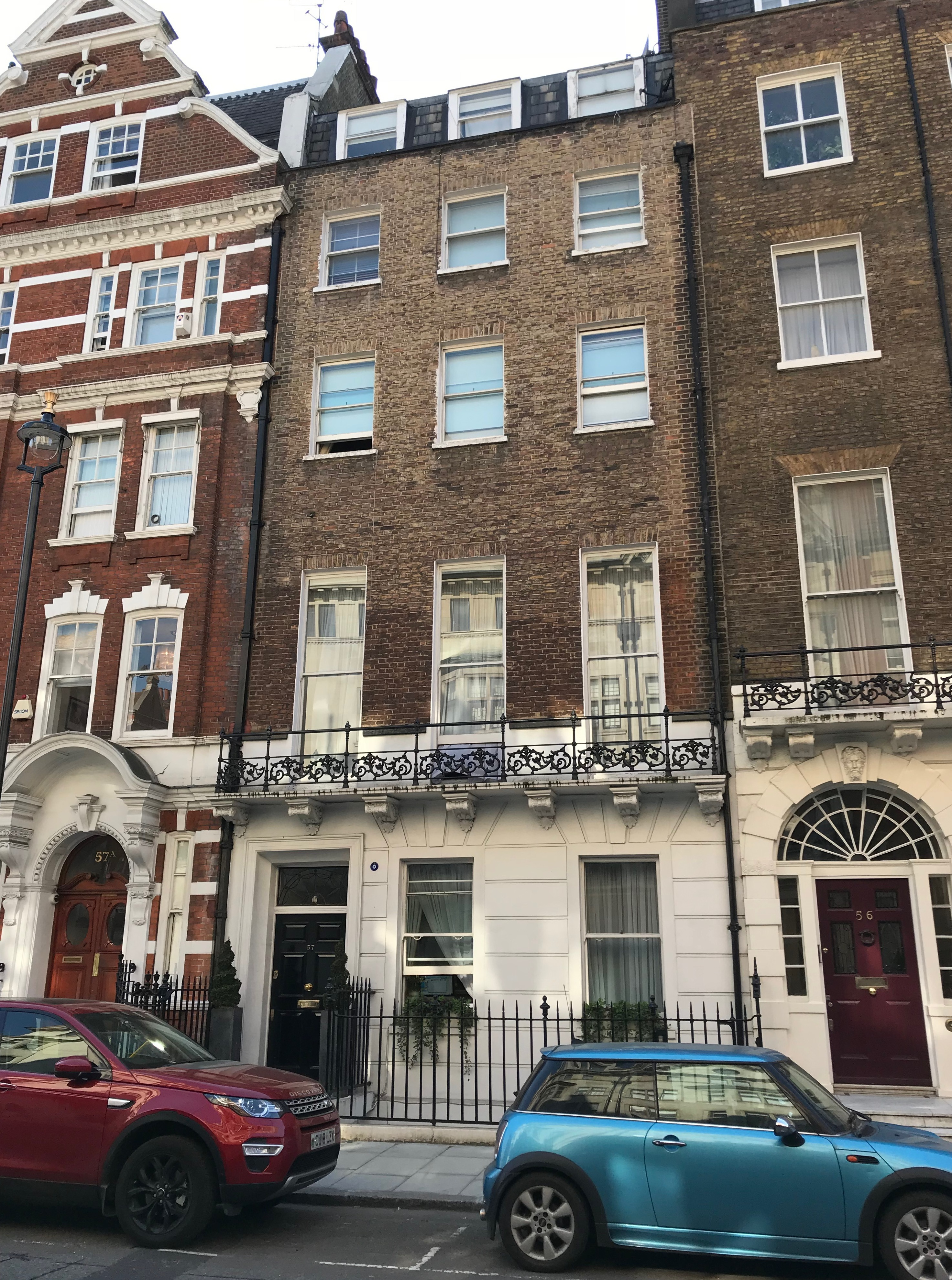
ウィンポール・ストリート57番地（2018年撮影）。マッカートニーは、この通りにある恋人のジェーン・アッシャーの実家にある地下音楽室で「夢の人」を作曲した。

作曲者名はレノン・マッカートニー名義となっているが、レノンもマッカートニーも「夢の人」はマッカートニーが1人で書いた楽曲であると認識している。1963年11月にマッカートニーは、ロンドン中心部のウィンポール・ストリート57番地にある恋人で女優のジェーン・アッシャーの実家に引っ越し、後にマッカートニーはこの家の地下にある音楽室で「夢の人」を書いた。アップテンポのアップテンポのカントリー&ウエスタン調の楽曲として書き始められ、マッカートニーは最初にメロディを作った。本作についてマッカートニーは「僕なりのカントリー・アンド・ウェスタン。ちょっと速めで変わった感じのテンポの曲だけど、すごく満足した」と語っている。その後、家族の集まりでピアノで弾いてみたところ、叔母のジンが曲を気に入り、これに由来してマッカートニーは「Auntie Gin's Theme（ジンおばさんのテーマ）」という仮タイトルを付けた。マッカートニーは、テンポの速い歌詞を加えて、本作を陽気なラブ・バラードに転向させた。歌詞について、アッシャーとの関係に触発されて書いた可能性が指摘されている。
マッカートニーは、ポルトガルの休暇から戻った直後の6月中旬に、他のメンバーに「夢の人」を聞かせた。音楽評論家のイアン・マクドナルドは、著書『Revolution in the Head: The Beatles' Records and the Sixties』の中で、1964年初頭に作曲した「キャント・バイ・ミー・ラヴ」以降、4作にわたってシングルA面曲にレノンが作曲した楽曲が採用されたことや、『ヘルプ!』のためのレコーディング・セッションにおいてレノンの楽曲に焦点が当てられていたことから、マッカートニーがレノンに遅れをとっていたことについて触れている。これについて、マクドナルドはマッカートニーがアッシャーに夢中になっていたことや、1964年以降にレノンが書いた楽曲の奥行きや独創性などから、マッカートニーがレノンと同等なソングライターとしての地位を取り戻すために、新たな焦点を当てる必要があったという見解を示している。

## 曲の構成

### コード進行と様式
「夢の人」は、キーがAメジャーで、2/2拍子（カットタイム）で演奏される。曲は10小節のイントロから始まり、ゆっくりとしたテンポで3連符を演奏することで曲の加速感を演出している。本作では4つのコードが使用されており、12小節のヴァースでは一般的なポップスのコード進行（I-vi-IV-V）、8小節のリフレインではブルース進行（V-VI-I）を使用している。リフレインでは、「and she keeps calling...」の第1音節に短三度を含めることでリフレインにブルース調のサウンドをもたらし、他のビートルズの楽曲と同様に3連符の繰り返しによって曲が終わり、イントロの最後の部分を繰り返すことによって対称性をもたせている。
本作は複数の異なる音楽の様式を融合しており、分類が複雑になっている。音楽学者のウォルター・エヴェレットは本作を「フォーク」、音楽評論家のイアン・マクドナルドは「フォークロック」としている。テリー・オグラディは「ブルーグラスの影響を受けた曲」としている。音楽学者のアラン・W・ポラックは、「冒頭の2つのヴァースが連続する部分は純粋なポップ・ロック。後半のヴァースとリフレインの変化は、どちらかというとフォークソングのような感じ。アウトロの3連リフレインは、R&Bのレイヴアップを思わせる」と述べている。本作はビートルズの楽曲で初めてベースのパートが存在しない楽曲で、音楽評論家のティム・ライリーは「ベースを使用せずに、ギターの低音域で演奏されるギターソロ」から、本作のジャンルをカントリーとしている。

### 歌詞
会話形式で書かれた「夢の人」の歌詞は、一目惚れをテーマとした内容となっている。作家のジョナサン・グールドは、本作を1965年にマッカートニーが作曲した「テル・ミー・ホワット・ユー・シー」、「ユー・ウォント・シー・ミー」、「恋を抱きしめよう」、「君はいずこへ」など、顔を見合わせることをテーマとした楽曲と関連づけている。一方で、音楽学者のナフタリー・ワグナーは、「ゴット・トゥ・ゲット・ユー・イントゥ・マイ・ライフ」や「フィクシング・ア・ホール」などのマッカートニーの作品と関連づけている。
2拍ごとに韻が踏まれた歌詞は、連なったヴァースと頭韻法で構成されており、マッカートニーは「歌詞のテンポもよくて、次の展開へとどんどん引っ張っていくんだ」と語っている。

## レコーディング
ビートルズは、1965年6月14日の午後のセッションで「夢の人」と「アイム・ダウン」のレコーディングを行ない、夕食を済ませた後に「イエスタデイ」のレコーディングを行なった。レコーディングは、EMIレコーディング・スタジオのスタジオ2で行なわれ、ジョージ・マーティンがプロデュースを手がけ、バランス・エンジニアのノーマン・スミスがアシスタントを務めた。本作は2つのベーシック・トラックで構成されている。1つ目のベーシック・トラックでは、ジョージ・ハリスンが12弦アコースティック・ギター、レノンが12弦アコースティック・ギター（フラマス・フーテナニー）、マッカートニーがクラシック・ギターを弾き、リンゴ・スターがブラシでスネアドラムを叩いている。2つ目のベーシック・トラックでは、レノンがアコースティック・ギターでリズムギターのパートを弾き、マッカートニーがリード・ボーカルを担当している。
本作は6テイクで完成し、テイク6にオーバー・ダビングが施された。マッカートニーはイントロの高音域をクラシック・ギターで弾き、ディスカントのパートを加えたほか、リフレインに「アクト・ナチュラリー」でも聴くことができる対位法を用いたバッキングを取り入れた。スターはマラカスをオーバー・ダビングし、ハリスンは12弦アコースティック・ギターでソロを弾いている。ギターソロは2本のギターが同時に演奏され、対照的なサウンドを提示している。ソロの途中でカットタイムからコモンタイムに移行することから、グールドはハリスンの演奏について「ジャンゴ・ラインハルトやル・ホット・クラブを思わせる」と指摘し、一方でポラックは「ダサくて、リズム的に単調」と評している。
マーティンとスミスは、6月18日にEMIレコーディング・スタジオのスタジオ2で、「夢の人」をはじめとした『ヘルプ!』の数曲のモノラル・ミックスとステレオ・ミックスを作成した。本作の2つのミックスは、ほぼ同じ仕上がりとなっている。1987年に『ヘルプ!』のCD化に際して、マーティンは本作をステレオ用にリミックスし、わずかにエコーを加えた。

## リリース
1965年8月6日にパーロフォンからオリジナル・アルバム『ヘルプ!』が発売され、「夢の人」は映画に使用されなかった他の楽曲とともにB面に収録された。マッカートニーは完成した楽曲の仕上がりに満足しており、マッカートニーのお気に入りのビートルズの曲の1つとなった。
アメリカでは、キャピトル・レコードがビートルズのアルバムを再構成し、出版料を抑えることを目的に曲数を減らし、シングルとして発売された楽曲を加えてアルバムがイギリスよりも多く発売された。キャピトル・レコードの重役であるデイヴ・デクスター・ジュニアは、アメリカで発売された『ヘルプ（四人はアイドル）』から「夢の人」をはじめとした楽曲をカットし、映画で使用された楽曲だけを残し、映画のサウンドトラックとして使用されたオーケストラの楽曲を追加した。その次作にあたる『ラバー・ソウル』でも、キャピトル・レコードは再構成を行ない、アメリカにおけるフォークロックの流行に合わせることを目的に、本来のオープニング・トラックで、メンフィス・サウンドの影響を受けた「ドライヴ・マイ・カー」を「夢の人」に置き換えるなど、「エレクトリック」とみなされた楽曲をカットした。音楽学者のローラ・ターナーは、アメリカで発売されたアルバムにおける「夢の人」から「ノルウェーの森」の流れを「パワフル」と表現し、評論家のロブ・シェフィールドも「見事なワン・ツー・パンチ」と表現している。
1965年12月6日にアメリカで発売された『ラバー・ソウル』は、アコースティックがベースの楽曲を中心としたの内容になっており、音楽学者のジョン・キムジーは「木製の楽器のテクスチュアと、穏やかでゆったりとしたリズム」と述べている。このアルバムの再構成により、ビートルズの歴史家であるケネス・ウォマック曰く「明らかにフォーク志向」になっており、その結果アメリカの多くのリスナーは「ビートルズがフォーク・ミュージックに転向した」と誤認した。学者のジャック・ハミルトンは、「夢の人」をアルバムのオープニング・トラックに位置づけたことにより、フォークロックとしてのパッケージが一目瞭然になったと判断している。評論家のジム・フジーリは、「ドライヴ・マイ・カー」の「滴るようなシニシズム」と「夢の人」で聴かれる「幸せな男の物語」を対比した上で、アメリカでのアルバムの内容は「ビートルズの「成熟した姿」を示すのに失敗している」と主張している。音楽評論家のデイヴ・マーシュも「夢の人」については「悪くない」としたうえで、オリジナル盤のオープニング・トラックとは「バンドがどこにいるのか、まったく異なる印象を与える」と述べている。また、マーシュは「改変された『ラバー・ソウル』は、ビートルズのアルバムを再構成するというレーベルの「最高でも最悪でもない」試みと見ることができ、流行りのフォークロック・アルバムとして音は良いが、バンドの本来の芸術的意図を誤って表現している」と結論づけている。

## 評価
『オールミュージック』にアルバム『ヘルプ!』のレビューを寄稿したスティーヴン・トマス・アールワインは、「夢の人」を「魅力的なフォークロックの逸品」と評している。ジャーナリストのアレクシス・ペトリディスは、マッカートニーが『ヘルプ!』に提供した他の楽曲（特に「アナザー・ガール」と「テル・ミー・ホワット・ユー・シー」）を「穴埋めの曲」とする一方で、「夢の人」について「アルバムで見落とされていた本物の逸品」と評している。ペトリディスは、本作を「『ヘルプ!』で注目されているディランの影響をイギリス風に反転したもの」と見ており、「グリニッジ・ヴィレッジのフォーク・サウンドとスキッフルのそれとの中間に位置している」と述べている。マクドナルドは、「『ヘルプ!』のB面を「瞬発力のある新鮮さ」で高めている」とし、1965年のスウィンギング・ロンドンの映画のような「ポップ・パラレル」と述べている。
「夢の人」は、2010年に『ローリング・ストーン』誌が発表した「100 Greatest Beatles Songs」で第58位にランクインし、2014年に同誌が行なった読者投票「10 Great Early Beatles Songs」で第10位にランクインしている。マッカートニーの伝記作家であるピーター・エイムズ・カーリンは、本作をマッカートニーの「ビートルズへの貢献の中で最も見落とされているが、同時に最高傑作の1つ」としている。ライリーは、本作を「マッカートニーが『イエスタデイ』に次いで『ヘルプ!』に貢献した曲」「（歌詞には）場違いな言葉は1つもない」と称賛し、「甘ったるくなることなく、甘くしなやか」「由緒深いフォークのシンプルな優美さを持っている」と述べている。マクドナルドも同様に、韻を踏むこととテンポの速い表現が「音楽を完璧に補完している」と述べている。エヴェレットは、マッカートニーの不規則な韻律を「まさに詩的」としている。ジャーナリストのマーク・ハーツガードは、本作を「魅力的なヴィンテージ・マッカートニー」「暖かくて、陽気なフォークロックの宝」とし、「太ももを叩くビート、歌うようなメロディで、陽気で愛は偉大ではないという歌詞」を評価し、「音楽的には腕いっぱいの摘みたてのヒナギクに相当する」と述べている。シェフィールドは、本作について「（これまでで）最もロマンティックな曲」「『ドライヴ・マイ・カー』と同じくらい面白い」と述べている。
音楽評論家のリッチー・アンターバーガーは、「1964年よりビートルズは、『ぼくが泣く』やアルバム『ビートルズ・フォー・セール』に収録の数曲でカントリーに傾倒しており、それが顕著に表れているが、『夢の人』はほとんど純粋なカントリー」とし、曲中でバンジョーやフィドルが使用されず、テンポが速いという観点から「ブルーグラス・ナンバー」と評している。音楽ジャーナリストのピーター・ドゲットは、本作を「ブルーグラスのテンポで歌われたフォークソング」「マッカートニーの逸品」とし、「絶叫系ロッカー」である「アイム・ダウン」と同じセッションで録音されたことで、より注目を集めたとしている。作家のジョン・クルトは、「夢の人」の影響がアメリカのロックバンドであるバッファロー・スプリングフィールドの「ゴー・アンド・セイ・グッバイ」で聴けると示唆している。クルトは、本作と「ゴー・アンド・セイ・グッバイ」の2曲がロック・ファンに些細なカントリー・ミュージックを知らしめることに役立ち、アメリカのバンドであるバーズが1968年に発売したアルバム『ロデオの恋人』で、フォークロックからカントリーに転向するきっかけになったと主張している。さらにクルトは、本作の「深い木製の音色」は、クロスビー、スティルス、ナッシュ&ヤングやジェームズ・テイラー、ジャクソン・ブラウンの音楽で聴くことができるとし、エヴェレットは、「マッカートニーが1968年に作曲した『マザー・ネイチャーズ・サン』の「シンプルなフォーク・スタイル」を先取りしている」と指摘している。

## マッカートニーによるライブでの演奏
本作はマッカートニーのビートルズ以降のキャリアにおいてもお気に入りの楽曲となっており、マッカートニーが後のバンドであるウイングスとしても演奏した数少ないビートルズの曲の1つである。「夢の人」は、1975年から1976年に行われた『Wings Over the World』ツアーでマッカートニーが演奏した5つのビートルズの曲の1つで、マッカートニーがライブのセットリストにビートルズの曲を加えた初の例となった。作家のロバート・ロドリゲスは、この選曲を予想外のものとし、マッカートニーは同時期に「適当に…。あまりおおごとにはしたくなかった」と説明している。ジャーナリストのニコラス・シャフナーは、本作がセットリストに加えられていたことで「観客に衝撃を与えた」と述べており、ロドリゲスもセットリストにおけるビートルズのセクションを「ほとんどの観客にとっての感動的なハイライト」と述べている。マッカートニーは、「素晴らしい曲だ。最終的にはそんなにたいしたことじゃないから、やってみようと思ったんだ」と語っている。1976年6月23日のロサンゼルス公演でのライブ音源は、同年に発売されたライブ・アルバム『ウイングス・オーヴァー・アメリカ』に収録され、その前日のロサンゼルス公演の模様は1980年に公開されたコンサート映画『Rockshow』に収録されている。ライリーは、「夢の人」の映像化された演奏を、「まるでマッカートニーがポーチに座って古き良き田舎の人気曲にハーモニーを奏でているようだ」と称賛している。
マッカートニーは、1991年1月25日に『MTVアンプラグド』用に撮影されたライブで、「夢の人」をアコースティック調のアレンジで演奏した。この時の演奏は、1991年に発売されたアルバム『公式海賊盤』に収録されている。これ以降もマッカートニーはたびたびライブで演奏しており、1991年のイギリスでの『Surprise Gigs』ツアー、2004年の『Summer Tour』、2011年から2012年の『On the Run』ツアーのセットリストに含まれていて、2005年に発売された『ライヴ・イン・レッド・スクウェア』にも収録されている。
2015年2月15日に放送された『Saturday Night Live 40th Anniversary Special』では、オープニング・アクトとしてポール・サイモンとこの曲で共演している。

## クレジット
※出典（特記を除く）
- ポール・マッカートニー - ボーカル、バッキング・ボーカル、クラシック・ギター[注釈 5]
- ジョン・レノン - 12弦アコースティック・ギター、アコースティック・ギター（リズムギター）
- ジョージ・ハリスン - 12弦アコースティック・ギター
- リンゴ・スター - ブラシで叩いたスネアドラム[7]、マラカス[7]

## カバー・バージョン

### チャールズ・リヴァー・ヴァレー・ボーイズによるカバー
チャールズ・リヴァー・ヴァレー・ボーイズは、1966年に発売したアルバム『ビートル・カントリー』に「夢の人」のカバー・バージョンを収録している。このアルバムは、レノン＝マッカートニーの作品をブルーグラス調にアレンジで演奏したカバー・バージョンを集めた作品となっている。チャールズ・リヴァー・ヴァレー・ボーイズのジェームス・フィールドは、アメリカにおける『ラバー・ソウル』の発売に先駆けて、ラジオで本作を聴いて「すぐにブルーグラスのように感じた」と振り返っている。バンジョー奏者のボブ・シギンスは、「この曲の瞬間的な「感触」が僕にとって手がかりになったと思う…さらに、歌詞はブルーグラスの歌詞にになりやすい」と語っている。バンドは、新旧のブルーグラスやカントリーの楽曲で構成されたいつものセットリストに、「夢の人」とカントリー風にアレンジを加えた「消えた恋」を加えた。1966年2月にウォー・メモリアル・オーティトリアムで本作を演奏し、5,600人の観客から好意的な評価を得た。これをきっかけに、バンドは4曲のデモ音源（そのうちの2曲はビートルズのカバー曲）をエレクトラ・レコードのポール・A・ロスチャイルドに送り、レコード会社の重役であるジャック・ホルツマンがビートルズのカバー曲を集めたアルバムの発売を許可した。
ロスチャイルドとピーター・K・シーゲルの共同プロデュース作品となった『ビートル・カントリー』のレコーディングは、1966年9月にテネシー州ナッシュビルにあるコロムビア・スタジオBで行なわれた。レコーディングは、シギンス（バンジョー）、フィールド（ギター）、エヴェレット・A・リリー（アップライト・ベース）、ジョー・ヴァル（マンドリン）という基本編成に加え、フィドル奏者のバディ・スピチャー、ドブロ奏者のクレイグ・ウィングフィールド、ギタリストのエリック・トンプソンをはじめとしたセッション・ミュージシャンを迎えて行なわれた。シーゲルは、レコーディングの過程について「効率的かつすばらしかった」と振り返っていて、バンドは4日間で14曲のカバー・バージョンを録音した。ロスチャイルドとシーゲルは、ニューヨークにあるエレクトラ・レコードのスタジオでアルバムのミキシングを行ない、アルバムのために12曲が選曲された。
ビートルズのオリジナル・バージョンでは、コーラスの最後のみマッカートニーのボーカルがダブルトラックになっているのに対して、チャールズ・リヴァー・ヴァレー・ボーイズのカバー・バージョンではヴァースがシングルトラック、コーラスが3声ハーモニーになっていて、各フレーズの最後に軽いハーモニーが加えられている。また、オリジナル・バージョンでは間奏（ギターソロ）が1回しかないのに対して、カバー・バージョンではバンジョー、マンドリン、フィドルのソロのために間奏が追加されている。
エレクトラ・レコードは、1966年11月にアルバム『ビートル・カントリー』を発売した。同作のオープニング・トラックとして収録された「夢の人」は、後にフィールドが「アルバム全体の基盤となる曲」と位置づけており、当時の『キャッシュボックス』誌のレビューで「アルバムで最高の5曲」の1つとして挙げられている。アルバムは商業的には失敗となったが、後にカルト的な人気を得ることとなった。オンライン雑誌『Spectrum Culture』のジョン・ポールは、チャールズ・リヴァー・ヴァレー・ボーイズのカバー・バージョンについて「失われたブルーグラス・スタンダードのようだ」と評している。

### ブルーグラス調のカバー・バージョン
チャールズ・リヴァー・ヴァレー・ボーイズの他にも、「夢の人」は複数のブルーグラス・ミュージシャンによってカバーされており、ターナーは「ブルーグラスとビートルズの音楽との関係を刺激する鍵となった」と論じている。プログレッシブ・ブルーグラス・バンドのザ・ディラーズは、1965年にキャピトル・レコードと契約を結んだ後に、本作のカバー・バージョンのレコーディングを行なった。このレコーディングは、イギリスでの『ヘルプ!』の発売とアメリカでの『ヘルプ（四人はアイドル）』の発売の間に行なわれたもので、ザ・ディラーズはアメリカでビートルズに先駆けて本作を発売することを望んでいたが、このカバー・バージョンは未発表となった。その後、1968年に発売したアルバム『Wheatstraw Suite』にカバー・バージョンを収録した。ザ・ディラーズのダグ・ディラードは、「大胆な試みとなったけど、僕はこの曲を気に入った。ビートルズがブルーグラスとは何たるかを探りあてようとしているように感じた」と振り返っている。アパラチアンミュージックと近代的なカントリー・ミュージックの要素を融合させたザ・ディラーズによるカバー・バージョンには、高音域のハーモニー、バンジョー、ペダル・スティール・ギターが含まれている。音楽評論家のリック・ペトレイシクは、「燃えるような演奏と見事なボーカル・ハーモニーを見せている」と評し、ターナーは「ゆったりとしたテンポで切ない」と評している。ターナーは、カバー・バージョンにおけるペダル・スティール・ギターの使用について「繁栄するフォークロック・シーンへの明確な敬意」と述べており、クルトはこのカバー・バージョンがバーズ、グレイトフル・デッド、イーグルスに影響を与えたとしている。
プログレッシブ・ブルーグラス・バンド、ニュー・グラス・リバイバルのマンドリン奏者であるサム・ブッシュは、1960年代半ばまでロックに興味がなかったが、「夢の人」を通して「初めてビートルズに共感した」と語り、「バンジョーのないブルーグラス」という表現に同意している。1981年にニュー・グラス・リバイバルが発売したライブ・アルバム『The Live Album』には、レオン・ラッセルと共に演奏したカバー・バージョンが収録されている。

### その他のカバー・バージョン
ジョージ・マーティンは、1965年に発売したインストゥルメンタル・アルバム『George Martin and His Orchestra Play Help!』に本作のオーケストラ・バージョンを、制作時のタイトル「Auntie Gin's Theme」で収録している。オールミュージックにアルバムのレビューを寄稿したブルース・エダーは、マーティンによるカバー・バージョンを「センスは良いが、それ以外はほとんど特徴がない」と評する一方で、アルバムのユニークな点として楽曲を制作時のタイトルで収録したことを挙げ、「当時のビートルマニアたちは、このような細かい部分にも注目していた」と述べている。
グレイトフル・デッドは、1969年6月11日にサンフランシスコで行なったライブで、「Bobby Ace and the Cards from the Bottom of the Deck」という名義を使って演奏し、同バンドの元メンバーであるトム・コンスタンテンは、1993年に発売したアルバム『Morning Dew』にカバー・バージョンを収録した。
ハンク・クロフォードは、1976年に発売したアルバム『Tico Rico』に、ファンクとレゲエの影響を受けたアレンジを施した「夢の人」のカバー・バージョンを収録した。
カナダのジャズ・シンガーのホリー・コールは、1997年に発売したアルバム『Dark Dear Heart』にカバー・バージョンを収録。フィルム・ノワール風のミュージック・ビデオとともに発売され、1997年11月のRPM誌のトップ・シングル・チャートで最高位7位を獲得した。
2007年に公開された映画『アクロス・ザ・ユニバース』に本作のカバー・バージョンが登場しており、劇中では主人公のジュード（ジム・スタージェス）がボウリング場でルーシー（エヴァン・レイチェル・ウッド）について歌った楽曲となっている。このシーンについて、クルトは「やや奇妙なラブ・ファンタジーの場面」と表現している。ビータリカは、2009年に発売したアルバム『Masterful Mystery Tour』に、メタリカの「ブリーディング・ミー」とマッシュアップさせた楽曲「I'll Just Bleed Your Face」を収録していて、クルトは「（本作の）最も奇妙なカバー」としている。
日本でも原田知世が2015年に発売されたカバー・アルバム『恋愛小説』でカバーしているほか、つんく♂が2000年に発売されたNHK-BSでの企画によるビートルズのカバー・アルバム『A HARD DAY'S NIGHT つんくが完コピーやっちゃったヤァ!ヤァ!ヤァ! Vol.1』でカバー。その他、栗コーダーカルテットにもカバーされている。